# Lijst van Utrechters
Deze lijst van Utrechters betreft bekende personen met een artikel in de Nederlandstalige Wikipedia die in de stad Utrecht zijn geboren, wonen, hebben gewoond of zijn overleden.

## Geboren/(ex-)inwoners

### A
- Johan Aantjes (1958), waterpolospeler
- Arie Abbenes (Den Helder 1944), stadsbeiaardier
- Hans Abbing (1946), kunstenaar, econoom en socioloog
- Eddy Achterberg (1947), voetballer
- John Achterberg (1971), voetballer
- Frans Adelaar (1960), voetballer en voetbaltrainer
- Elisabeth Adriani-Hovy (1873-1957), schilderes
- Adrianus VI (Adriaan Florenszoon Boeyens) (1459-1523), paus
- Ibrahim Afellay (1986), voetballer
- Popke Pieter Agter (1903-1969), burgemeester
- Cris Agterberg (1883-1948), beeldend kunstenaar
- Toon Agterberg (1953), acteur
- Ismaïl Aissati (1988), voetballer
- Jan van den Akker (1960), voetballer
- Loek Alflen (1933-2015), worstelaar
- Rob Alflen (1968), voetballer en televisiepresentator
- Oussama Alou (2002), voetballer
- Willem-Alexander der Nederlanden (1967), koning
- Frans Andriessen (1929-2019), politicus
- Louis Andriessen (1939-2021), componist
- Josephine van Anrooy (1876-1934), historicus
- Tessa Appeldoorn (1973), roeister

### B
- Silvia B. (1963), beeldhouwer en installatiekunstenaar
- Maurits de Baar (1997), voetballer
- Theo van Baaren (1912-1989), godsdiensthistoricus, dichter
- Menno Baars (1967), cardioloog en beeldend kunstenaar
- Dirck van Baburen (1595-1624), kunstschilder
- Frans Backhuijs (1960), politicus
- Mia Bake (1886-1939), illustrator, etser, lithograaf
- Corrie Bakker (1945), atlete
- Emre Bal (1997), voetballer
- Gert Bals (1936-2016), voetbalkeeper
- Marco van Basten (1964), profvoetballer en -trainer voetballer Marco van Basten

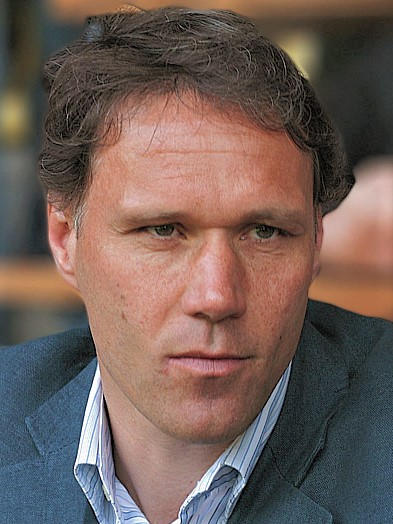
voetballer Marco van Basten

- Riechedly Bazoer (1996), voetballer
- Willem Hendrik de Beaufort (1775-1829), lid van het College van Gedeputeerde Staten van de provincie Utrecht, curator en president-curator Universiteit Utrecht
- Willem Hendrik de Beaufort (1844-1900), politicus
- Fred van Beek (1930-2023), Hatha yogadocent
- Richard Beekink (1971), voetballer
- Nicolaas Beets (1814-1903), auteur, dichter, predikant en hoogleraar
- Mireille Bekooij (1947), televisiepresentatrice
- Claudia Belderbos (1985), roeister
- Jacobus Bellamy (1757-1786), dichter
- Hilal Ben Moussa (1992), voetballer
- Kyteman (1986), muzikant
- Joba van den Berg (1958), politica
- Han Berger (1950), voetbaltrainer
- Ruud Berger (1980), voetballer
- Joris van den Bergh (1882-1953), journalist
- Ben van Berkel (1956), architect
- Kees van Berkel (1930-2009), edelsmid
- Herman Berkien (1942-2005), cabaretier
- Suster Bertken (1426/1427-1514), kluizenares en dichteres
- Det de Beus (1958-2013), hockeyinternational
- Jos de Beus (1952-2013), politicoloog en hoogleraar
- Jan van Bijlert (1597/98 - 1671), schilder, caravaggist
- Hendrik Bijleveld (1848-1918), onderwijzer en politicus
- Ben Binnendijk (1927-2020), roeier
- Hubert de Blanck (1856-1932), pianist, componist en muziekpedagoog
- Abraham Bloemaert (1564-1651), schilder
- Esther Blom (1948), dichter, schrijver en pianopedagoog
- Sylvia Bodnár (1946-2010), feministisch boekverkoper en uitgever
- Margaretha Cornelia Boellaard (1795-1872), kunstschilder
- Bert Boer (1945-2009), predikant
- Louis van den Bogert (1924-2002), voetballer
- Victor van den Bogert (1999), voetballer
- Frans Jacob Otto Boijmans (1767-1847), kunstverzamelaar
- Mark Boog (1970), dichter en romanschrijver
- Daan Boom (1989), medepresentator van Streetlab en oud-deelnemer van Maestro
- Roel Boomstra (1993), dammer
- Cornelis Booth (1605-1678), burgemeester van Utrecht en eerste bibliothecaris van Universiteitsbibliotheek Utrecht
- Eric Borrias (1954), verhalenverteller
- Jacobus Johannes Bos (1817 - 1913), predikant en geschiedschrijver
- Willem Bosman (1672), opperkoopman bij de WIC
- Paulus Jan Bosch van Drakestein (1825-1894), Commissaris van de Koning(in) van Noord-Brabant in de 19e eeuw
- Majoor Bosshardt (1913-2007), Heilssoldate
- Jan Both (1615-1652), kunstschilder
- Ina Boudier-Bakker (1875 - 1966), schrijfster
- Dicky Brand (1955), beeldhouwer, tekenaar, fotograaf
- Liesbeth Brandt Corstius (1940-2022), kunsthistorica en museumdirectrice
- Arjan Brass (1951-2007), zanger
- Annelien Bredenoord (1979), politica
- Désanne van Brederode (1970), schrijfster
- Nico de Bree (1944-2016), voetbaldoelman
- Claudia de Breij (1975), cabaretier en presentatrice
- Hans van Breukelen (1956), voetballer
- Martin Bril (1959-2009), columnist, schrijver en dichter
- Mathilde van den Brink (1941-2023), politica
- Jacques Brinkman (1966), hockeyinternational
- Jan Hendrik Brom (1860-1950), edelsmid
- Joanna Brom (1898-1980), edelsmid
- Jan Gerritsz. van Bronckhorst (1603-1661), schilder
- Dolf Brouwers (1912-1997), komiek komiek Dolf Brouwers

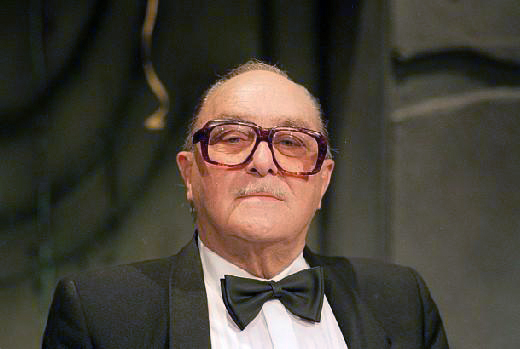
komiek Dolf Brouwers

- Hendrick ter Brugghen (1588-1629), schilder
- Cornelis de Bruin (1870-1940), schilder
- Dick Bruna (1927-2017), kinderboekenschrijver
- Aernout van Buchel (1565-1641), oudheidkundige
- Wim ter Burg (1914-1995), componist, kerkmusicus, koordirigent en muziekpedagoog
- Frans Burman (1628-1679), predikant en hoogleraar
- Jan Buskes (1899-1980), theoloog
- Frits Butzelaar (1920-2000), acteur en televisieregisseur
- Christophorus Buys Ballot (1817-1890), scheikundige en meteoroloog

### C
- Willem Canter (1542-1575), filoloog
- Godert van der Capellen (1778-1848), gouverneur-generaal van Nederlands Indië en minister van Binnenlandse Zaken
- Marga Carlier (1943-2010), beeldhouwer
- Maria Carlier (1943), schilder, textielkunstenaar
- Jamil Chami, taekwondoka
- Jürgen Colin (1981), voetballer
- Wim Cornelis (1938-2022), hockeybestuurder en chef de mission Olympische Spelen
- Jacob Mattheus Cressant (1734-1794), beeldhouwer
- Ries Coté (1946-2024), voetballer
- Nelly Court (1882-1937), kunstenares
- C.C.S. Crone (1914-1951), schrijver

### D
- Ien Dales (1931-1994), politica
- Marcel van Dam (1938), politicus, tv-presentator, omroepvoorzitter
- Ralf Dekker (1957), politicus
- Teije ten Den (1993), voetballer
- Tessa van Dijk (1986), schaatsster
- Boris Dittrich (1955), politicus
- Piet Doedens (1942-2022), advocaat
- Huub Doek (1947), politicus
- Theo van Doesburg (1883-1931), kunstschilder en dichter
- Franciscus Cornelis Donders (1818-1889), hoogleraar geneeskunde en fysiologie
- Jos van der Donk (1954), paralympisch sporter
- Karel Doorman (1889-1942), militair
- Marieke van Drogenbroek (1964), roeister
- Joost Cornelisz. Droochsloot (1585/6-1666), kunstschilder
- Rob Druppers (1962), atleet en conditietrainer
- Jacob Duck (1598-1667), kunstschilder
- Hubert Duifhuis (1531-1581), pastoor, predikant
- Maria Duyst van Voorhout (1662-1754), weldoenster, stichtster van de Fundaties van Renswoude

### E
- Wim van Eekelen (1931-2025), politicus
- Gerard Ekdom (1978), radio-dj
- Bertha Elias (1889-1933), juriste, vrouwenrechtenactiviste, museumdirectrice
- Piet Elling (1897-1962), architect
- Nancy van der Elst (1919-2017), musicoloog
- Willem Engel (1977), dansleraar en activist
- Jan Engelman (1900-1972), dichter, criticus
- Philomena Essed (1955), cultureel antropologe en hoogleraar
- Peter Ester (1953-2022), socioloog en politicus
- Jacob van Eyck (1590-1657), musicus en componist

### F
- Anton Reinhard Falck (1777-1843), staatsman
- Paul Fentener van Vlissingen (1941-2006), ondernemer, columnist, publicist en natuurbeschermer
- Jan Fillekers (1938), programmamaker en acteur
- Jaap Fischer (1938), chansonnier
- Martijn Fischer (1968), acteur
- Anna Fles (1854-1906), zanglerares, schrijfster
- Etha Fles (1857-1948), schilderes
- Joseph Fles (1819-1905), oogheelkundige
- Els Florijn (1982), schrijfster
- Jorden van Foreest (1999), Nederlands kampioen schaken
- Philip Freriks (1944), oud-nieuwslezer NOS-Journaal

### G
- Corrie Gabriëlse (1912-1994), schilder en tekenaar
- Jack Gadellaa (1942-2018), regisseur en tekstschrijver
- Molly Geertsema (1918-1991), politicus
- Anton Geesink (1934-2010), worstelaar en judoka
- Fatma Genç (1988), actrice
- Lenie Gerrietsen (1930-2024), turnster
- Wim Gerritsen (1935-2019), hoogleraar
- Tjebbo Gerritsma (1972), acteur
- Frits Geuer (1878-1961), glazenier, ontwerper
- Jacob Gillig (1636-1701), kunstschilder
- Anna Gimbrère (1986), wetenschapsjournaliste en presentatrice
- Ronald Giphart (1965), schrijver
- Joop Glimmerveen (1928-2022), politicus
- Karel Antonie Godin de Beaufort (1850-1921), politicus
- Rijk de Gooyer (1925-2011), acteur
- Evert Gorter (1881-1954), kinderarts, biochemicus en hoogleraar
- Juda Goslinga (1971), acteur
- Wim Graves Kooiman (1937-2016), schilder en beeldhouwer
- Hendrick Goudt (1583-1648), schilder, tekenaar en graveur
- Annelotte de Graaf (1988), zangeres, liedjesschrijster en muzikante
- Marina de Graaf (1959), actrice
- Fedde le Grand (1977), dj
- Ferd Grapperhaus (1927-2010), fiscaal jurist, politicus en bankier
- Wim de Greef (1921-2010), worstelaar
- Cees Grimbergen (1951), journalist en presentator
- Jan Groenendijk (1946-2014), voetballer
- Anthony Grolman (1843-1926), kunstenaar en documentalist
- Pier Arjen de Groot (1905-1995), beeldhouwer
- Jeroen Grueter (1969), sportverslaggever
- Jan Gualthérie van Weezel (1905-1982), verzetsstrijder, militair, hoofdcommissaris van politie te Den Haag
- Bernardo Guillermo (1977), industrieel ontwerper
- Christiaan Pieter Gunning (1886-1960), pedagoog en classicus
- Wessel te Gussinklo (1941-2023), schrijver

### H
- Bregtje van der Haak (1966), regisseuse
- Elisabeth Haanen (1809-1845), kunstschilderes
- Jacobus van Haeften (1751-1831) patriot, dichter en kantonrechter
- Toon Hagen (1959), organist en componist
- Thérèse van Hall (1872-1931), beeldhouwster en schilderes
- IJsbrand van Hamelsveld (1743-1812), theoloog en politicus
- Ridgeciano Haps (1993), voetballer
- Jan Harte van Tecklenburg (1853-1937), politicus
- Pieter Harting (1812-1885), arts, farmacoloog, bioloog, wiskundige, hydroloog
- Eddy Hartog (1962), ambtenaar en politicus
- Arend Hauer (1909-1985), acteur
- Gerdo Hazelhekke (1950), voetballer
- Wilhelmus Heda (ca.1460-1525), geschiedschrijver
- Victorine Hefting (1905-1993), kunsthistoricus en museumdirecteur
- Chris Heil (1953), voetballer
- Hugo Heinen (1944), scenarioschrijver
- Joop Hekman (1921-2013), beeldhouwer en medailleur
- Willy van Hemert (1912-1993), regisseur
- Elodie Heloise (1968), auteur
- Fedor den Hertog (1946-2011), wielrenner
- George Willem van Heukelom (1870-1952), architect
- Johannes Heurnius (1543-1601), arts, filosoof, hoogleraar
- Willem de Heusch (1625-1692), kunstschilder
- Albert van den Heuvel (1932), predikant, theoloog en omroepvoorzitter
- Ingmar Heytze (1970), dichter
- Adriaan Hiele (1941), spreker, columnist en publicist over geldzaken
- Cor Hildebrand (1951-2022), voetballer
- Hadassa Hirschfeld (1951), geschiedkundige, bestuurder en activiste
- Hans Hoekman (1946-2017), acteur
- Pim Hoekzema (1966), parttime autocoureur
- Adrianus Hoevenaar (1764-1832), glasgraveur
- Christina Hoevenaar (1766-1818), patriotse
- Cornelis Willem Hoevenaar (1802-1873), kunstschilder
- Cornelis Willem Hoevenaar (1847-1884), kunstschilder
- Jozef Hoevenaar (1840-1926), schilder en tekenaar
- Willem Pieter Hoevenaar (1808-1863), schilder en tekenaar
- May Hollerman (1999), actrice
- Gijsbert de Hondecoeter (1604-1653), kunstschilder
- Melchior de Hondecoeter (1636-1695), kunstschilder
- Pieter d'Hont (1917-1997), stadsbeeldhouwer
- Gerard van Honthorst (1592-1656), schilder
- Guus Hoogmoed (1981), atleet
- Angelique Houtveen (1986), diskjockey, columniste en spreekster  radio d.jee Angelique Houtveen

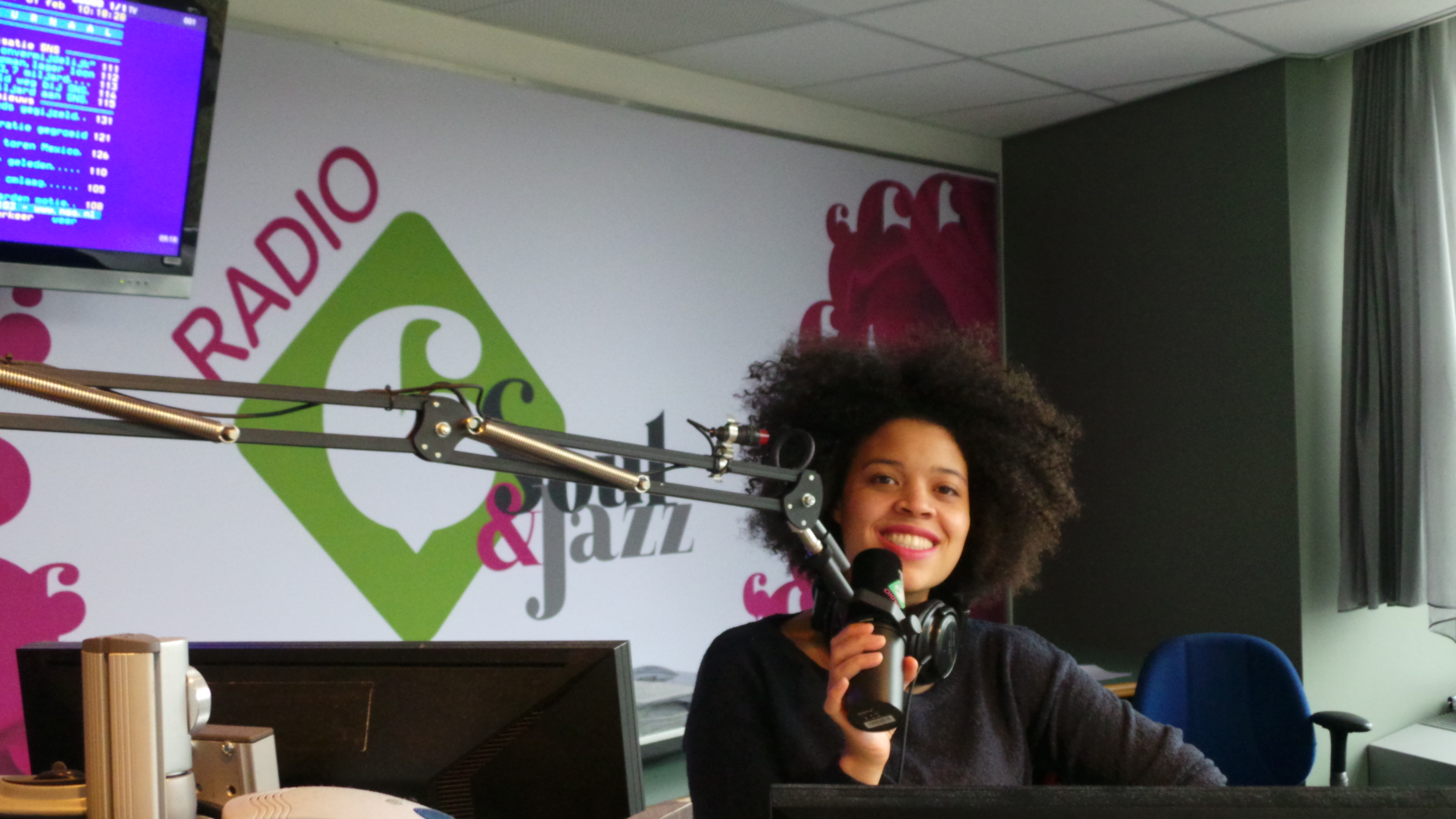
radio d.jee Angelique Houtveen

- Petrus Johannes Houtzagers (1857-1944), architect
- Willem Huberts (1953), bibliothecaris, bibliograaf, literair-historisch onderzoeker en dichter
- Ambrosius Arnold Willem Hubrecht (1853-1915), hoogleraar in de zoölogie
- Henricus Huijbers (1881-1929), historicus
- W.G. van de Hulst sr. (1879-1963), schrijver
- W.G. van de Hulst jr. (1917-2006), illustrator, schilder en schrijver
- Dio Huysmans (1888-1974), acteur en toneelregisseur

### I
- Mohamed Ihattaren (2002), voetballer
- Ewout Irrgang (1976), politicus

### J
- Esther Jacobs (1970), ondernemer
- Timon Jacobs (1973), diskjockey
- Cornelis de Jager (1921-2021), astronoom
- Penney de Jager (1948), danseres, choreografe en zangeres danseres Penney de Jager
- Denise Jannah (1956), zangeres
- Janine Jansen (1978), violiste
- Eva Janssen (1977), triatlete
- Arthur Japin (1956), schrijver

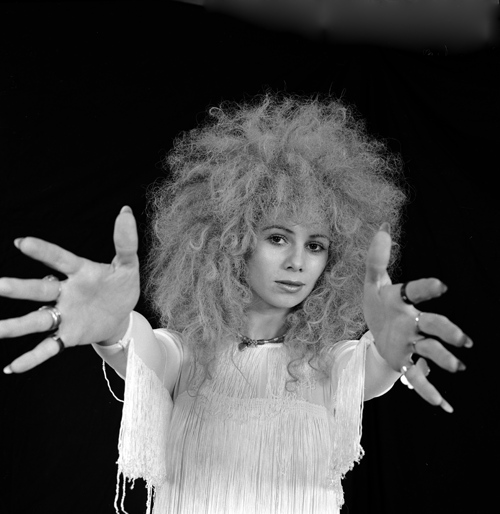
danseres Penney de Jager

- Harrie Jekkers (1951), cabaretier, schrijver
- Tasa Jiya (1997), atlete
- Jean-Paul de Jong (1970), voetballer
- Sam de Jong (2001), voetbalster
- Henk Jongerius (1941-2024), prior en tekstschrijver
- Jan Lodewijk Jonxis (1789-1866), schilder
- Joh.A. Joustra (1888-1968), imker en schrijver
- Pearl Jozefzoon (1985), zangeres

### K
- Hanneke Kalf (1961), logopedist, docent en onderzoeker
- Tim Kamps (1979), cabaretier, muzikant, acteur en regisseur
- Hans Karsenbarg (1938), acteur
- Anton Kassenaar (1922-2013), medisch chemicus en rector
- Marcelis Keldermans (ca. 1500-1557), architect en bouwmeester
- David van der Kellen (1827-1895), kunstschilder
- Hendrika van der Kellen (1846-1903), kunstschilder
- Johannes van der Kellen (1843-1895), graveur, kunsthandelaar
- Ger Kempe (1911-1979), hoogleraar strafrecht en criminologie
- Dini Kerkmeester (1921-1990), zwemster
- Niels Kerstholt (1983), shorttracker
- Hendrick de Keyser (1565-1621), architect en beeldhouwer
- Paul Klemann (1960), tekenaar en fotograaf
- Pyke Koch (1901-1991), beeldend kunstenaar
- Hebe Charlotte Kohlbrugge (1914-2016), verzetsstrijdster
- Piet Kok (1919-1981), predikant en glazenier
- Saar Koningsberger (1987), actrice en presentatrice
- Anton Koolhaas (1912-1992), schrijver
- Denise Koopal (1980), zangeres en presentatrice
- Astrid Koppen (1952), beeldhouwer
- Hans Kosterman (1945-2015), zanger en gitarist
- Jan Kounen (1964), acteur, filmregisseur en filmproducent
- Stijn Kosterman (1983), rapper
- Hans Kraay jr. (1959), voetballer en commentator
- Hans Kraay sr. (1936-2017), voetballer, trainer en commentator
- Pieter Kramer (1951), regisseur
- Christiaan Kramm (1797-1875), architect, kunstschilder en kunstverzamelaar
- Reinier Kreijermaat (1935-2018), voetballer
- Sylvia Kristel (1952-2012), actrice en mannequin
- Dirk Kruijf (1846-1921), architect
- Gert Kruys (1961), voetballer en trainer
- Rick Kruys (1985), voetballer
- Ruud Kuijer (1959), beeldhouwer
- Dirkje Kuik (1929-2008), schrijfster en beeldend kunstenares
- Eduard van Kuilenburg (1921-1960), beeldhouwer
- Willem van Kuilenburg (1889-1955), beeldhouwer
- Marinus Eliza Kuiler (1859-1937), architect
- Dzifa Kusenuh (1995), actrice
- Albert Kuyle (1904-1958), schrijver, dichter en antisemitisch publicist
- Kyteman (Colin Benders, 1986), hiphopartiest

### L
- Louis van Laar (1882-1926), violist
- Zakaria Labyad (1993), voetballer
- Mohamed Lagmouch (1942), buurtvader
- Pepijn Lanen (1982), zanger van De Jeugd van Tegenwoordig"'
- Caroline Lankhout (1895-1947), pianiste
- Marty Laurijsen (1954), olympisch roeier
- Bart van der Leck (1876-1958), kunstschilder en vormgever
- Gilles van Leedenberch (ca. 1550-1618), secretaris van de Staten van Utrecht
- Trijn van Leemput (ca. 1530-1607), verzetsheldin
- Daniel de Leeuw (1747-1834), politicus
- Arthur Lehning (1899-2000), anarchist, publicist en vertaler
- Stefania Liberakakis (2002), zangeres en actrice
- Johan de Liefde (1860-1923), uitgever
- Joannes van Liefland (1809-1861), schilder en tekenaar
- Ad van Liempt (1949), journalist en auteur
- Jacob van Liender (1696-1759), tekenaar en schilder
- Trui van Lier (1914-2002), verzetsstrijdster tijdens WO II
- Truus van Lier (1921-1943), verzetsstrijdster tijdens WO II
- Erik Lieshout (1961), film- en reclamefilmregisseur
- Tonny van der Linden (1932-2017), voetballer, 24 interlands
- Gees Linnebank (1945-2006), acteur, toneelregisseur en -schrijver
- Pieter Litjens (1968), politicus
- John van Loen (1965), voetballer en trainer
- Cees Loffeld (1946-2023), voetballer en trainer
- Robert Long (1943-2006), zanger, cabaretier, columnist en tv-presentator
- Pieter van Loon (1801-1873), tekenaar
- Italo de Lorenzo (1939-2025), atleet en ondernemer
- Frans Luitjes (1944-1965), atleet

### M
- Pieter van Maaren (1963), burgemeester
- Angela Maas (1956), cardioloog
- Trude Maas-de Brouwer (1946), politica en bestuurder
- Georgius Macropedius (1487-1558), toneelschrijver, rector van de St. Hieronymusschool
- Willem van Malsen (1940-2005), beeldend kunstenaar, illustrator, cartoonist
- Julika Marijn (1972), actrice, presentatrice en zangeres
- Willem Carel van Marion (1834-1895), kapitein der infanterie en burgemeester
- Jacob Constantijn Martens van Sevenhoven (1793-1861), rechter en politicus
- Jan Masman (1929-2009), politicus
- Yvonne van Mastrigt (1965), politica
- Joop van Maurik (1945), voetballer
- Christien Meindertsma (1980), kunstenares en ontwerpster
- Willem Mengelberg (1871-1951), dirigent
- Johan Philip Menger (1818-1895), beeldhouwer, medailleur en stempelsnijder
- Johan Philip Matthias Menger (1845-1912), beeldhouwer, medailleur en stempelsnijder
- Bibian Mentel (1972-2021), snowboardster; paralympisch atlete
- Leen van de Merkt (1948), voetballer
- Hans Mes (1950), beeldhouwer
- Abdel Metalsi (1994), voetballer
- Harm van der Meulen (1925-2007), (vakbonds)bestuurder en politicus
- Max van der Meulen (2004), wielrenner
- Anja Meulenbelt (1945), schrijfster, docent, feministe
- Everard Meyster (1617-1679), dichter (bijgenaamd 'de dolle jonker')
- Abraham Mignon (1640-1679), kunstschilder
- Anouchka van Miltenburg (1967), journaliste en politica
- Marcel Minnaert (1893-1970), astronoom
- Hanna Mobach (1934), beeldhouwer, keramist, tekenaar
- Petronella Moens (1762-1843), dichteres
- J.H. Moesman (1909-1988), kunstschilder
- Youness Mokhtar (1991), voetballer
- Marinus Mol (Standdaarbuiten, 1908 - Utrecht, 1991), kunstschilder, medeoprichter en directeur van Artibus
- Alexander Mollinger (1836-1867), kunstschilder
- Nicolaas van der Monde (1799-1847), boekhandelaar, uitgever en geschiedkundige
- Romy Monteiro (1992), zangeres, musicalactrice en presentatrice
- Anthonie Mor (1517/1520-1576/1577), kunstschilder
- Hendrick Moreelse (1615-1666), burgemeester, bedenker van niet uitgevoerd uitbreidingsplan voor Utrecht
- Paulus Moreelse (1571-1638), kunstschilder
- Rob Morren (1968-2021), kunstschilder
- Guusje van Mourik (1956), beoefenaar van karate
- David Mulder (1746-1825), beeldhouwer
- Charlotte Mutsaers (1942) schrijver en beeldend kunstenaar
- Lykele Muus (1987), acteur en schrijver

### N
- Anass Najah (1997), voetballer
- Cécile Narinx (1970), schrijfster en hoofdredactrice Harper's Bazaar
- Johan van Nellesteyn (1617-1677), burgemeester
- Albert Neuhuys (1844-1914), kunstschilder
- Annet Nieuwenhuijzen (1930-2016), actrice
- Pieter Nieuwint (1945), cabaretier, zanger, componist en tekstdichter
- Martinus Nijhoff (Den Haag 1894 - 1953), dichter
- Olivier van Noort (1558-1627), ontdekkingsreiziger
- Willem van Noort (?-1556), stadsbouwmeester
- Bertha Hoola van Nooten (1817-1892), onderwijzeres, illustratrice en botanica
- Greg Nottrot (1983), theatermaker en presentator
- Ad Noyons (1916-2000), acteur
- Jan Noyons (1918-1982), edelsmid
- Bart van Nunen (1995), atleet

### O
- Joes Odufré (1925-2004), toneel- en televisieregisseur
- Odulfus (? - na 854), monnik, zendeling en heilige
- Utricia Ogle (1611-1674), zangeres, onder meer in de entourage van de Stuarts in Den Haag
- Nicolaas Olivier (1808-1869), politicus
- Ferjan Ormeling (1942-2025), cartograaf
- Elisabeth Otter-Knoll (1818-1900), oprichtster van tehuizen voor bejaarde dames van goede stand
- Adolf Olland (1867-1933), schaker
- Diede van Oorschot (2003), shorttrackster
- Pieter van Oort (1804-1834), tekenaar, illustrator
- Karel van Oosterom (1958), diplomaat
- Joost van Oostrum (1969), politicus
- Adèle Sophia Cordelia Opzoomer (1856-1925), schrijfster
- Friso van Oranje-Nassau van Amsberg (1968-2013), prins
- Jan Oudegeest (1870-1950), politicus
- Tufan Özbozkurt (1993), Turks-Nederlands voetballer
- Okan Özçelik (1992), Turks-Nederlands voetballer

### P
- Matthijs Pabst (1818-1863), burgemeester van o.a. Heemstede / Bennebroek en Haarlemmermeer
- Maria van Pallaes (1587-1664), stichtster van de Fundatie Maria van Pallaes
- Crispijn van de Passe (1564-1637), graveur en tekenaar
- Magdalena van de Passe (1596/1600-1638), graveur
- Toni Peroni (1959), drummer
- Toni Peroni jr. (1989), dj
- Ester Naomi Perquin (1980), dichteres
- Jan Pesman (1951), architect, bestuurder, ingenieur en onderwijzer
- Albertus Pighius (1490-1542), rooms-katholiek theoloog, wiskundige en astronoom
- Leendert van der Pijl (1903-1990), botanicus
- Gerardus Jacobus van der Plaats (1903-1995), radioloog, hoogleraar Groningen
- Gerwin van der Plaats (1977), organist en dirigent
- Nikkie Plessen (1985), actrice, model, presentatrice
- Tin Plomp (1946-2013), politicus, burgemeester
- Cornelis van Poelenburch (1594/95-1667), kunstschilder
- Joannes Cassianus Pompe (1901-1945), patholoog
- Jan van Poppel (1998)
- Stefan Postma (1976), voetballer
- Laurens Praalder (1711-1793), wiskundige
- Bruno Prent (1993), acteur
- Jesse Puts (1994), zwemmer

### R
- Lili Rademakers (1930-2025), regisseuse
- Germaine de Randamie (1984), UFC-sporter en wereldkampioen vedergewicht in 2017
- Ariane Margaretha de Ranitz-de Brauw (1911-1981), oprichtster en naamgeefster Mytylschool Ariane de Ranitz
- Anthony Ridder van Rappard (1799-1869), politicus
- Piet van Reenen (1909-1969), voetballer
- Henricus Regius (1598-1697), arts, filosoof, bioloog
- Ruurd Reitsma (1942-2016), generaal
- Catharina van Rennes (1858-1940), componiste en zangpedagoge
- Stef de Reuver (1965), acteur en poppenspeler
- Liesbeth Ribbius Peletier (1891-1989), politica
- Freddy van Riemsdijk (1890-1955), luchtvaartpionier
- Mark Rietman (1960), acteur en regisseur
- Gerrit Rietveld (1888-1964), architect
- Joannes Rijnbout (1800-1868), beeldhouwer
- Johannes Everhardus Rijnboutt (1839-1900), beeldhouwer
- Henk van Rijnsoever (1952), voetballer
- Else Ringnalda (1958), beeldhouwer
- René Roep (1953), politicus
- Hein Roethof (1921-1996), ambtenaar, humanist, journalist en politicus
- Ronald Roethof (1966-2025), dammer, advocaat en medicus
- Wilhelm Röntgen (1845-1923), uitvinder van de röntgenstraling
- Jeanne Roos (1916-2001), Nederlands eerste omroepster
- Gerard van Rooy (1938-2006), beeldend kunstenaar
- Laurens van Rooyen (1935-2024), pianist,  componist en muziekpedagoog
- Annette Roozen (1976), paralympisch atlete
- Maarten van Rossem (1943), historicus
- Marc van Rossum du Chattel (1961), journalist, radiopresentator en schrijver
- Dio Rovers (1896-1990), kunstschilder, tekenaar en kunstdocent
- Huib de Ru (1902-1980), glazenier
- Nol de Ruiter (1940-2025), voetballer en voetbaltrainer
- Arnold van Ruler (1908-1970), predikant, theoloog en hoogleraar
- Raymond Rutting (1962), fotojournalist

### S
- Herman Saftleven (1609-1685), schilder
- Sara Saftleven (1644-1702), bloemenschilderes
- Shanice van de Sanden (1992), voetbalster
- Eric van Sauers (1964), cabaretier, stand-upcomedian en acteur
- Mariëlle van Sauers (1966), actrice, scenario- en kinderboekenschrijfster
- Roelant Savery (1576-1639), kunstschilder
- Anne van Schaik (1971), milieuactiviste
- Peter Schat (1935-2003), componist
- Frederik Schenck van Toutenburg (1503-1580), eerste aartsbisschop van Utrecht
- Wim Scherpenhuijsen Rom (1933-2020), militair en bankier
- Mart van Schijndel (1943-1999), architect en ontwerper
- Dafne Schippers (1992), atlete
- Edith Schippers (1964), politica en bestuurder
- Marnix Schmidt (1954-2025), persfotograaf
- Ronald Schneider (1962), politicus
- Jacoba Johanna van Schoonheim (1832-1911), Oranjegezinde volksvrouw
- Richard Schoonhoven (1931-2024), journalist en media-directeur
- Tineke Schouten (1954), comédienne
- Gijs Schreuders (1947-2020), journalist en politicus
- Han Schröder (1918-1992), architect
- Anna Maria van Schurman (1607-1678), geleerde
- Alje Schut (1981), voetballer
- Derk Schut (1984), voetballer
- Birgit Schuurman (1977), rockzangeres en actrice
- Katja Schuurman (1975), actrice en zangeres
- Jan van Scorel (1495-1562), schilder
- Jan Seton (1971), politicus
- Johannes Severijn (1887-1966), politicus
- Fred Siebelink (1961), radio-dj
- Siebe Sol (1998), bassist
- Jochem Slothouwer (1938-2009), componist, muziekpedagoog en musicus
- Floris Smand (2003), voetballer
- Joke Smit (1933-1981), feministe
- Johannes Cornelis Jacobus Smits (1812-1887), Nederlands generaal, Ridder in de Militaire Willems-Orde
- Jan Smorenburg (1900-1957), collaborateur
- Anniek Smulders (1998), voetbalster
- Karina Smulders (1980), actrice en kunstschilder
- Jeffrey Sneijder (1982), voetballer
- Rodney Sneijder (1991), voetballer
- Wesley Sneijder (1984), voetballer
- Gerard Snelder (1913-2001), architect
- Herman Snellen (1834-1908), oogarts en hoogleraar oogheelkunde
- Wim Sonneveld (1917-1974), cabaretier
- Marian Soutendijk-van Appeldoorn (1948), politica, rechter
- Jan van Staa (1955), voetballer, voetbaltrainer
- Jos Staatsen (1943-2006), politicus en KNVB-bestuurder
- David van Staveren (1881-1966), voorzitter van de Centrale Commissie voor de Filmkeuring
- Michaël Steehouder (1948), communicatiewetenschapper
- Cornelis van Steenis (1901-1986), botanicus
- Jos Stelling (1945), filmregisseur
- Nelly Stienstra (1946-2016), katholiek evangeliste en taalkundige
- Silvan Stoet (1975), radio-dj
- Patricia Stokkers (1976), zwemster
- Michel Stolker (1933), wielrenner
- Felix Strategier (1950-2020), zanger, acteur en theatermaker

### T
- Stanley Tailor (1982), voetballer
- Philip Taminiau (1874-1940), arts
- Henk Temming (1923-2018), voetballer
- Henk Temming (1951), zanger, producer
- Mosje Temming (1940-2008), voetballer
- Justin van Tergouw (2000), darter
- Jim Terlingen (1965), journalist-historicus
- Ruben Terlou (1985), fotograaf en documentairemaker
- Sanne Terlouw (1959), schrijfster en publiciste
- Carole Thate (1971), hockeyinternational
- Ellen Tijsinger (1947-2016), kinderboekenschrijfster
- Arnold Tilanus (1910-1996), politicus
- Dylan Timber (2000), voetballer
- Jurriën Timber (2001), voetballer
- Quinten Timber (2001), voetballer
- Tony Junior (1989), dj
- Julia van der Toorn (1985), zangeres onder de naam Julia Zarha
- Gerard Nolst Trenité (1870-1946), letterkundige
- Harm Trip (1959), politiefunctionaris
- Leonardus Trip (1876-1947), bankier
- Joris Trooster (1969), roeier
- Catharine van Tussenbroek (1852-1925), arts en feministe
- Hendrika van Tussenbroek (1854-1935), componiste
- Isabella van Tuyll van Serooskerken (1740-1805) schrijfster en componiste

### U
- Sjors Ultee (1987), voetbaltrainer
- Manon Uphoff (1962), schrijfster
- Jochem Uytdehaage (1976), schaatser

### V
- Gerald Vanenburg (1964), voetballer
- Roland Varno (1908-1996), Amerikaans acteur van Nederlandse afkomst
- Theo van de Vathorst (1934-2022), beeldhouwer
- Babette van Veen (1968), actrice en zangeres
- Herman van Veen (1945), cabaretier
- Leo van Veen (1946), voetballer en voetbaltrainer
- Nico van der Veen (1916-1962), politicus
- Jeroen van der Veer (1947), topman Shell
- Jean van de Velde (1957), filmregisseur
- Yannick van de Velde (1989), acteur
- Stientje van Veldhoven-van der Meer (1973), politica
- Pieter Verburg (1921-2016), econoom
- Tineke Verburg (1956-2020), omroepster, presentatrice
- Jan Hendrik Verheijen (1778-1846), kunstschilder en tekenaar
- Hendrik Verhoeff (rond 1645-1710), zilversmid en schutter
- Kees Verhoeven (1976), politicus
- Will Verkerk (1938), politicus
- Rita Verdonk (1955), politica
- David Verloop (1921-1944), verzetsstrijder
- Jan Hendrik Verstegen (1922-1993), kunstenaar
- Adam van Vianen (1568-1627), graveur en zilversmid
- Paulus van Vianen (1570-1613), beeldhouwer en zilversmid
- Stoffel van Viegen (1916-1988), organist
- Netty de Vink 1909–1995), politicus
- Willem de Vink (1957), christelijk schrijver
- Annemiek van Vleuten (Vleuten, 1982), wielrenster
- Margo Vliegenthart (1958), politica en bestuurder
- Thomas van der Vlugt (1992), Youtuber bekend van Stuk.tv
- Gisbertus Voetius (1589-1676), theoloog
- Peter Vogelzang (1945), sportbestuurder
- Marith Volp (1972), huisarts en politicus
- Henk Vonk (1942–2019), voetballer en voetbaltrainer
- Robert van der Vooren (1974), roeier
- Cor Vos (1901-1992), goudsmid
- Cor de Vos (1946-2025), politicus
- Peter Vos (1935-2010), tekenaar
- Enny Vrede (1883-1919), toneelspeelster
- Steven de Vreeze (1951), politicus
- Raymond de Vries (1965-2020), voetballer

### W
- Johan Wagenaar (1862-1941), componist
- Nelly Wagenaar (1898-1985), pianiste en pianopedagoge
- Willem Albert Wagenaar (1941-2011), psycholoog
- A.S.C. Wallis (1856-1925), schrijver
- Jeffrey Wammes (1987), turner
- Maarten Wansink (1957), acteur
- Marianne Weber (1955), zangeres
- Jan Baptist Weenix (1621-1663), schilder
- Rolf Weijburg (1952), graficus en illustrator
- Gwyneth Wentink (1981), harpiste
- Adriaen van Wesel (1415-1490), beeldhouwer
- Henk Westbroek (1952), zanger, radiomaker en ex-politicus Henk Westbroek
- Owen Westerhout (1989), atleet

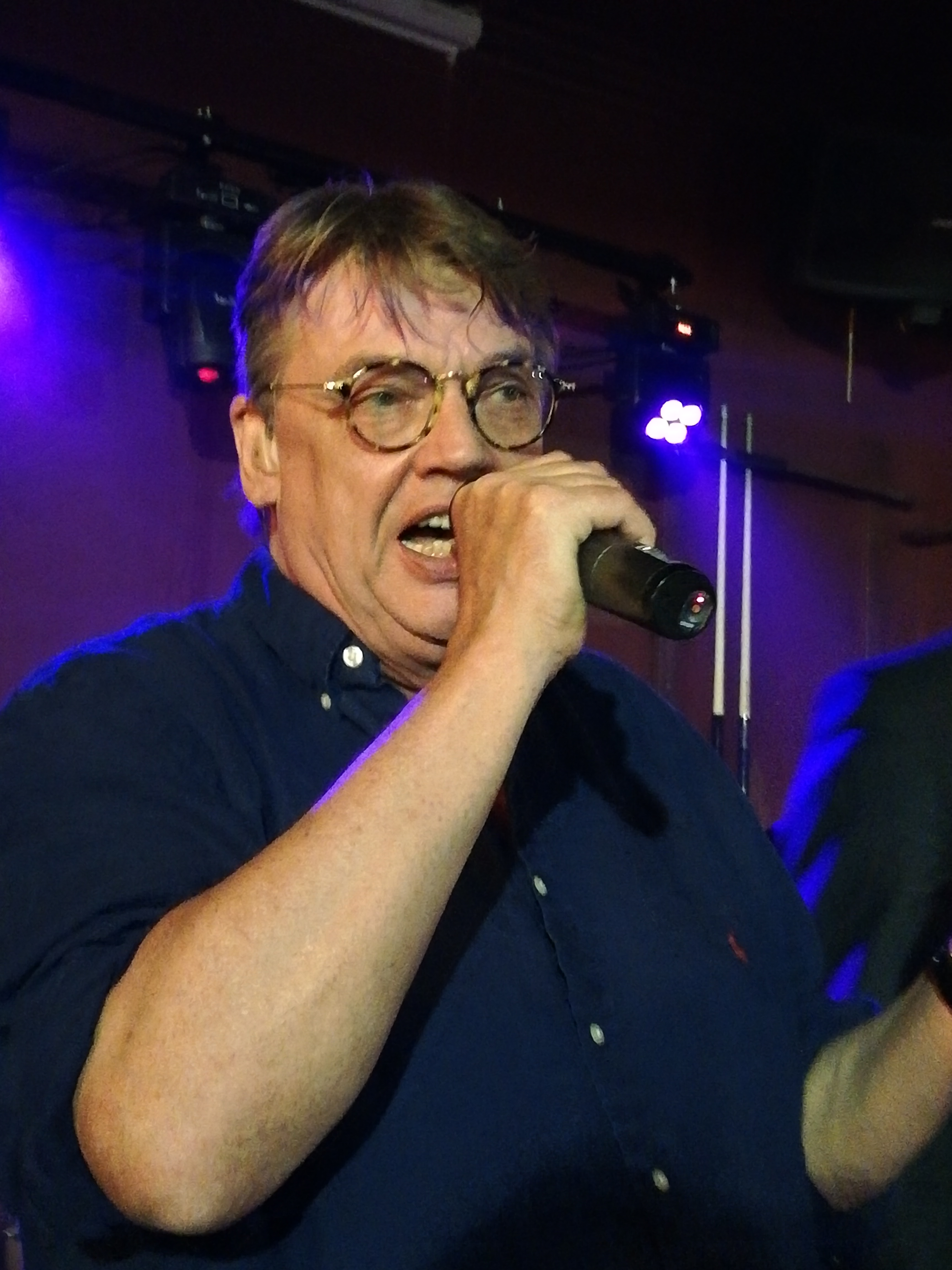
Henk Westbroek

- Theo Westerhout (1922-1987), politicus
- Sylvia Weve (1954), illustratrice
- Erich Wichmann (1890-1929), beeldend kunstenaar, schrijver en politiek activist
- Jeroen Wielaert (1956), journalist, radiomaker, schrijver
- Johannes van Wijckersloot (ca. 1625/1630-1687), kunstschilder
- Cherry Wijdenbosch (1951), zangeres
- Eva van de Wijdeven (1985), actrice
- Adam Willaerts (1577-1664), schilder
- Jason Wilnis (1990), kickbokser
- Edwin Winkels (1962), journalist, schrijver
- Janus de Winter (1882-1951), kunstschilder
- Herman Wirth (1885-1981)
- Rob de Wit (1963), voetballer
- Pieter Christoffel Wonder (1780-1852), kunstschilder
- Jan Wouters (1960), voetballer en trainer
- Jeroen Wollaars (1977), Journalist
- Johannes Wtenbogaert (1557-1644), predikant
- Joachim Wtewael (1566-1638), kunstschilder

### Y
- Redouan El Yaakoubi (1996), voetballer
- Zohair El Yassini (1979), politicus

### Z
- Herman van der Zandt (1974), nieuwslezer en tv-presentator
- Henk Zantkuijl (1925-2012), (restauratie)architect
- Ben Zegers (1962), beeldend kunstenaar,
- Ger Zijlstra (1943), beeldhouwer
- Piet Zoetmulder (1906-1995), jezuïet, hoogleraar en belangrijkste Nederlandse expert (Oud-)Javaanse taal en literatuur
- Evert Zoudenbalch (1424-1503), thesaurier van de Dom van Utrecht en proost van de Sint-Servaaskerk in Maastricht
- Jan van Zutphen (1863-1958), vakbondsbestuurder
- Belle van Zuylen (1740-1805), schrijfster
- Codien Zwaardemaker-Visscher (1835-1912), schrijfster, feministe
- Tessel ten Zweege (1998), schrijfster, feministe

## Overleden in Utrecht

### A
- Willem Aantjes (1923-2015), politicus
- Helene Hulst-Alexander (1914-1965), architect

### B
- Louis van den Bogert (1924-2002), voetballer
- Petrus Bondam (1727-1800), historicus en jurist
- Eric Balemans (1961-2021), politicus
- Annie Brouwer-Korf (1946-2017), burgemeester van Utrecht en Zutphen
- Gerard Bruning (1930-1987), beeldhouwer

### D
- Hans Duistermaat (1942-2010), wiskundige

### G
- Pieter Geijl (1887-1966), hoogleraar

### H
- Karl Friedrich Hein (1867-1945), industrieel en mecenas, tevens woonachtig geweest op de Catherijnesingel
- Willem Frederik Hermans (1921-1995), schrijver
- Dirk Jan Heusinkveld (1878–1960), architect
- Tarq Hoekstra (1939-2020), archeoloog
- Pieter d'Hont (1917-1997), beeldend kunstenaar
- Elisabeth Adriani-Hovy (1873–1957), schilderes en lithografe

### J
- Esther Jansma (1958-2025), dichteres

### K
- Fred Kaps (1926-1980), goochelaar
- Hendrik van Koningsbruggen (1909-1966), politicus

### M
- Otto Mengelberg (glazenier) (1867–1924), Duits-Nederlands glazenier en beeldhouwer

### P
- Paul Peters (1942-2024), politicus

### R
- Frederik van der Ree (1815-1878), burgemeester
- Sis van Rossem (1945-2022), kunsthistorica, columniste
- Charles Ruijs de Beerenbrouck (1873-1936), politicus, voormalig premier van Nederland (1918-1925 en 1929-1933)

### S
- Truus Schröder (1889-1985), opdrachtgever en bewoner van het Rietveld Schröderhuis
- Dirk Schuitemaker jr. (1914–1970), politicus
- José María Sison (1939-2022), Filipijns schrijver en activist

### V
- Jan de Vries (1890-1950), germanist en volkskundige